# ريز (إيران)
مدينة ريز هي مدينة إيرانية وهي مركز بلدة ريز التابع لمقاطعة جام من محافظة بوشهر في جنوب إيران، كان عدد سكانها سنة 2004 حوالي 1802 نسمة.